# جو هارت (سياسي)
جو هارت (بالإنجليزية: Joe Hart)‏ هو سياسي أمريكي، ولد في 8 مايو 1944 في كينغمان في الولايات المتحدة. حزبياً، نشط في الحزب الجمهوري. وقد انتخب عضو مجلس نواب أريزونا.